# L'antidoto (film)
L'antidoto (L'Antidote) è un film del 2005 diretto da Vincent de Brus.

## Trama
Jacques-Alain Marty "JAM" è il capo della multinazionale Vladis Entreprise. Tutto funziona per lui, ma "JAM" ha un piccolo problema: balbetta. Un problema che può causargli qualche inconveniente, specie durante i grandi incontri. JAM va dal suo psicoterapeuta, che gli consiglia di trovare il suo antidoto da solo. Un giorno, Jacques-Alain incrocia la strada di un certo André Morin, un semplice contabile come tutti gli altri, grazie al quale JAM non balbetta più. André Morin è l'antidoto tanto atteso?